# عرقون لين
عرقون لين (الاسم العلمي: Euphrasia mollis) هي نوع نباتي يتبع جنس العرقون من الفصيلة الجعفيلية.  